# Cose da pazzi (film 1954)
Cose da pazzi è un film di genere commedia italiano del 1954, diretto da Georg Wilhelm Pabst.

## Trama
La giovane Dalia Rossi viene erroneamente ricoverata, al posto di una donna pazza, in un manicomio dal nome eufemistico "Villa Felicità", il cui direttore è il professor Ruiz. Dopo un primo controllo, si afferma che Dalia è del tutto "normale" e sana. Ma l'esaminatore è uno dei pazzi, convinto di essere un medico, per cui la donna viene trattenuta nella struttura. Segue una serie di incidenti bizzarri con diversi colpi di scena. Alla fine Dalia verrà definitivamente riconosciuta sana di mente.